# Lijst van voetbalinterlands Libanon - Tunesië
Deze lijst van voetbalinterlands is een overzicht van alle officiële voetbalwedstrijden tussen de nationale teams van Libanon en Tunesië. De landen speelden tot op heden drie keer tegen elkaar. De eerste ontmoeting was een wedstrijd tijdens de Arab Nations Cup 1963 op 7 april 1963 in Beiroet. Het laatste onderlinge duel, een groepswedstrijd tijdens de Arab Nations Cup 1988, werd gespeeld op 17 juli 1988 in Amman (Jordanië).

## Wedstrijden
| № | Plaats   | Datum             | Competitie            | Wedstrijd         | Uitslag |
| - | -------- | ----------------- | --------------------- | ----------------- | ------- |
| 1 | Beiroet  | 7 april 1963      | Arab Nations Cup 1963 | Libanon − Tunesië | 0 − 1   |
| 2 | Damascus | 28 september 1974 | Vriendschappelijk     | Libanon − Tunesië | 2 − 1   |
| 3 | Amman    | 17 juli 1988      | Arab Nations Cup 1988 | Libanon − Tunesië | 1 − 1   |

## Samenvatting
| Competitie        | Totaal gespeeld | Winst Libanon | Gelijk | Winst Tunesië | Doelsaldo Libanon – Tunesië |
| ----------------- | --------------- | ------------- | ------ | ------------- | --------------------------- |
| Arab Nations Cup  | 2               | 0             | 1      | 1             | 1 − 2                       |
| Vriendschappelijk | 1               | 1             | 0      | 0             | 2 − 1                       |
| Totaal            | 2               | 0             | 1      | 1             | 3 − 3                       |

FLFA · 
A-internationals · 
Libanees vrouwenelftal
1940 – 1949 · 
1950 – 1959 · 
1960 – 1969 · 
1970 – 1979 · 
1980 – 1989 · 
1990 – 1999 · 
2000 – 2009 · 
2010 – 2019 ·
2020 − 2029
Afghanistan ·
Algerije ·
Armenië ·
Australië ·
Bahrein ·
Bangladesh ·
Bhutan ·
Bulgarije ·
Cambodja ·
China ·
Cyprus ·
Djibouti ·
Ecuador ·
Egypte ·
Equatoriaal-Guinea ·
Estland ·
Filipijnen ·
Gabon ·
Georgië ·
Hongarije ·
Hongkong ·
India ·
Irak ·
Iran ·
Jemen ·
Jordanië ·
Kazachstan ·
Kirgizië ·
Koeweit ·
Laos ·
Libië ·
Malediven ·
Maleisië ·
Malta ·
Marokko ·
Mauritanië ·
Mongolië ·
Montenegro ·
Myanmar ·
Namibië ·
Nieuw-Zeeland ·
Noord-Korea ·
Noord-Macedonië ·
Oeganda ·
Oezbekistan ·
Oman ·
Oost-Timor ·
Pakistan ·
Palestina ·
Qatar ·
San Marino ·
Saoedi-Arabië ·
Singapore ·
Slowakije ·
Soedan ·
Somalië ·
Sri Lanka ·
Syrië ·
Tadzjikistan ·
Thailand ·
Tsjechië ·
Tunesië ·
Turkije ·
Turkmenistan ·
Vanuatu ·
Verenigde Arabische Emiraten ·
Vietnam ·
Zuid-Korea
FTF · A-internationals · Selecties · Bondscoaches · Tunesisch vrouwenelftal · Olympisch elftal · Tunesië U21 · Tunesië U20 · Tunesië U19 · Tunesië U18 · Tunesië U17
1950 – 1959 · 
1960 – 1969 · 
1970 – 1979 · 
1980 – 1989 · 
1990 – 1999 · 
2000 – 2009 · 
2010 – 2019 ·
2020 − 2029
WK 1978 · 
WK 1998 · 
WK 2002 · 
WK 2006 · 
WK 2018
OS 1960 · 
OS 1988 · 
OS 1996 · 
OS 2004
1957 · 
1958 · 
1959 · 
1960 · 
1961 · 
1962 · 
1963 · 
1964 · 
1965 · 
1966 · 
1967 · 
1968 · 
1969 · 
1970 · 
1971 · 
1972 · 
1973 · 
1974 · 
1975 · 
1976 · 
1977 · 
1978 · 
1979 · 
1980 · 
1981 · 
1982 · 
1983 · 
1984 · 
1985 · 
1986 · 
1987 · 
1988 · 
1989 · 
1990 · 
1991 · 
1992 · 
1993 · 
1994 · 
1995 · 
1996 · 
1997 · 
1998 · 
1999 · 
2000 · 
2001 · 
2002 · 
2003 · 
2004 · 
2005 · 
2006 · 
2007 · 
2008 · 
2009 · 
2010 · 
2011 · 
2012 · 
2013 · 
2014 · 
2015 · 
2016 ·
2017 ·
2018 ·
2019 ·
2020 ·
2021 ·
2022 ·
2023 ·
2024
Algerije ·
Angola ·
Argentinië ·
Australië ·
Bahrein ·
België ·
Benin ·
Bosnië en Herzegovina ·
Botswana ·
Brazilië ·
Bulgarije ·
Burkina Faso ·
Burundi ·
Canada ·
Centraal-Afrikaanse Republiek ·
Chili ·
China ·
Colombia ·
Comoren ·
Congo-Brazzaville ·
Congo-Kinshasa ·
Costa Rica ·
Denemarken ·
Djibouti ·
Duitse Democratische Republiek ·
Duitsland ·
Egypte ·
Engeland ·
Equatoriaal-Guinea ·
Ethiopië ·
Finland ·
Frankrijk ·
Gabon ·
Gambia ·
Georgië ·
Ghana ·
Guinee ·
Ierland ·
IJsland ·
Irak ·
Iran ·
Italië ·
Ivoorkust ·
Japan ·
Joegoslavië ·
Jordanië ·
Kaapverdië ·
Kameroen ·
Kenia ·
Koeweit ·
Kroatië ·
Letland ·
Libanon ·
Liberia ·
Libië ·
Madagaskar ·
Malawi ·
Mali ·
Malta ·
Marokko ·
Mauritanië ·
Mauritius ·
Mexico ·
Mozambique ·
Namibië ·
Nederland ·
Nieuw-Zeeland ·
Niger ·
Nigeria ·
Noorwegen ·
Oeganda ·
Oekraïne ·
Oman ·
Oostenrijk ·
Panama ·
Peru ·
Polen ·
Portugal ·
Qatar ·
Roemenië ·
Rusland ·
Rwanda ·
Saoedi-Arabië ·
Sao Tomé en Principe ·
Senegal ·
Servië en Montenegro ·
Seychellen ·
Sierra Leone ·
Slovenië ·
Soedan ·
Somalië ·
Sovjet-Unie ·
Spanje ·
Swaziland ·
Syrië ·
Tanzania ·
Togo ·
Tsjaad ·
Turkije ·
Uruguay ·
Verenigde Arabische Emiraten ·
Verenigde Staten ·
Wales ·
Wit-Rusland ·
Zambia ·
Zimbabwe ·
Zuid-Afrika ·
Zuid-Jemen ·
Zuid-Korea ·
Zweden ·
Zwitserland
België (2018) ·
Engeland (2018) ·
Oekraïne (2006) ·
Panama (2018) ·
Saoedi-Arabië (2006) · 
Spanje (2006)